# Marcus Nilsson (Fußballspieler)
Marcus Nilsson (* 26. Februar 1988) ist ein schwedischer Fußballspieler. Der Abwehrspieler, der 2011 in der schwedischen Nationalmannschaft debütierte, gewann 2010 mit Helsingborgs IF den Landespokal.

## Werdegang

### Karrierestart in Schweden und Nationalmannschaftsdebüt
Nilsson begann mit dem Fußballspielen bei Rydebäcks IF. 2000 wechselte er in die Nachwuchsabteilung des Helsingborgs IF. Dort durchlief er die einzelnen Jugendmannschaften und wurde in die Nachwuchsmannschaften des Svenska Fotbollförbundet berufen. 2007 debütierte er in der Allsvenskan und konnte sich bereits im Laufe der folgenden Spielzeit zeitweise in der Stammformation festsetzen. Unter Trainer Bo Nilsson gehörte er schließlich in der Spielzeit 2009 an der Seite von Marcus Lantz, Andreas Landgren, Pär Hansson und René Makondele endgültig zu den Stammkräften und bestritt 25 Saisonspiele. In der Folge verlängerte der Klub im Sommer 2009 seinen Vertrag um drei Jahre. Parallel spielte er sich auch in die schwedische U-21-Auswahl, mit der er im folgenden Jahr die Qualifikation zur U-21-Europameisterschaft 2011 in den Play-off-Spielen gegen die Schweizer U-21-Nati verpasste. Jedoch war das Jahr dennoch für ihn vom Erfolg geprägt. Zwar verpasste er mit dem Klub als Tabellenzweiter hinter Malmö FF knapp den Meistertitel, die mittlerweile von Conny Karlsson trainierte Mannschaft holte sich jedoch durch einen 1:0-Finalsieg gegen Hammarby IF den Pokalsieg. 
Auch Nationaltrainer Erik Hamrén honorierte Nilssons Leistungen und berief ihn für die Auftaktländerspiele 2011 in Südafrika in die Nationalmannschaft. Beim 1:1-Unentschieden gegen eine südafrikanische Auswahl debütierte er am 22. Januar im Nationaljersey. Wenngleich er sich als in Schweden aktiver Spieler in der Folge nicht in der Landesauswahl halten konnte, war er bei HIF unumstrittener Stammspieler in der Defensive. An der Seite von Mattias Lindström, Ardian Gashi und Markus Holgersson war er einer der Garanten, das der Klub nach der Hälfte der Spielzeit an der Tabellenspitze stand.

### Wechsel ins Ausland
Als Nationalspieler hatte Nilsson außerhalb der Landesgrenzen auf sich aufmerksam gemacht und verließ im Juli 2011 sein Heimatland. Beim niederländischen Klub FC Utrecht, der mit Johan Mårtensson kurz zuvor einen weiteren Schweden verpflichtet hatte, unterschrieb er am 12. Juli einen Vertrag mit vier Jahren Laufzeit. Eine Woche später stieß mit seinem vormaligen Vereinskameraden Alexander Gerndt ein weiterer Landsmann hinzu.